# Cantiers
Cantiers foi uma antiga comuna francesa na região administrativa da Normandia, no departamento de Eure. Estendia-se por uma área de 2,28 km². Em 2010 a comuna tinha 199 habitantes (densidade: 87,3 hab./km²).
Em 1 de janeiro de 2016, passou a formar parte da nova comuna de Vexin-sur-Epte.